# Víšek (Ralská pahorkatina)
Víšek (308 m n. m., německy Wischkenberg) je vrch v okrese Česká Lípa Libereckého kraje. Leží asi 3 km jihovýchodně od vsi Hradčany na příslušném katastrálním území. Vrcholová plošina je tvořena místy silně proželezněným pískovcem (železivcem), který vznikl vulkanickou činností ve třetihorách. Geologická mapa ČGS zde uvádí severo-jižně orientovanou bazaltoidní žílu. V roce 2019 není z vrcholové partie výhled kvůli již vzrostlým mladým stromům.

## Geomorfologické zařazení
Vrch náleží do celku Ralská pahorkatina, podcelku Dokeská pahorkatina, okrsku Bezdězská vrchovina a podokrsku Velkobukovská pahorkatina.

## Přístup
Nejblíže je možno zanechat automobil na parkovišti u hájovny Trojzubec. Odtud odbočuje východním směrem lesní asfaltová cesta, na kterou se posléze napojuje modrý hradčanský okruh vedoucí skrz rašeliniště Pustý rybník až k vrchu.